# チャンネ・リー

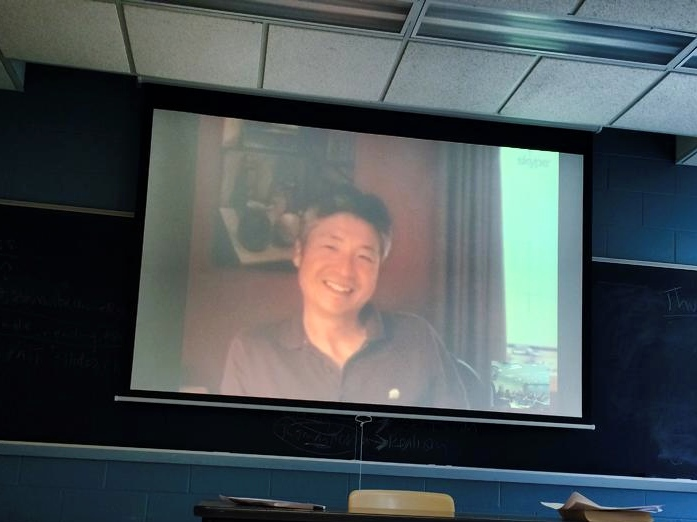
チャンネ・リー

チャンネ・リー（Chang-Rae Lee、1965年7月29日 - ）は大韓民国生まれのアメリカ合衆国の作家である。韓国名：李 昌来。

## 経歴
1965年、ソウル特別市に生まれ、3歳の時、精神科医の父らと米国に移住した。ニューヨーク州ウェストチェスターで育ち、フィリップス・エクセター・アカデミーを経てイェール大学英文学科卒業後オレゴン大学大学院で芸術修士号を取得、ウォール・ストリートで1年間証券アナリストを経験してから執筆活動に専念した。
1995年、第一作『ネイティブ・スピーカー』で米国の文学賞を立て続けに受賞した。現在、プリンストン大学で創作を教えている。

## 邦訳作品
- 『最後の場所で』高橋茅香子訳、新潮社〈新潮クレスト・ブックス〉2002年1月

## 作品
- 『ネイティブ・スピーカー』（原題:Native Speaker, 1995年。日本語訳未公刊）白人女性と同棲し、スパイ活動に携わる韓国系アメリカ人の、アウトサイダーのような生活を描いた処女作。同年ヘミングウェイ賞(en)、ナショナル・ブック・アワードなど米国の文学賞を総なめにした。この作品は、韓国では『永遠の異邦人』として翻訳出版された。

- 『最後の場所で』（原題:A Gesture Life, 1999年。韓国語訳:ジェスチャー・ライフ）かつて、日本軍軍医として慰安婦を管理した経験があり、今は米国の小さな町で薬局を営む日系人(実は植民地出身)が、養女に捨てられる物語。

- 『空高く』（原題:Aloft, 2004年）初めて非アジア人を主人公にした最新作。ロング・アイランドの、豊かな上層中産階級に訪れた、家庭危機を描く。ニューヨーカー誌は、チャンネ・リーを、「21世紀の20人の作家」に選んだ。

- 『ザ・サレンダード』（The Surrendered, 2010年。日本語訳未公刊）。